# Onimusha 2: Samurai's Destiny
Onimusha 2: Samurai's Destiny (鬼武者2) est un jeu vidéo de type hack 'n' slash développé par Capcom Production Studio 2 et édité par Capcom en 2002 sur PlayStation 2.
Une remasterisation de Onimusha 2: Samurai's Destiny est prévue pour le 23 mai 2025 sur Windows , Nintendo Switch , Xbox One , PS4 et Xbox Series , PS5 avec la rétrocompatibilité

## Système de jeu

### Développement
Le développement de Onimusha 2: Samurai's Destiny débute en avril 2001, les décors du jeu sont programmés en 2D pré-calculés et les personnages en trois dimensions. Capcom inclut un nouveau personnage principal du nom de Jubei Yagyū, qui remplace Akechi Samanosuke. Jubei Yagyū reprend les traits de l'acteur Yūsaku Matsuda, connu au Japon pour son interprétation dans la série policière Taiyō ni hoero! et en occident où il a interprété son dernier rôle (Sato Koji) dans le film de Ridley Scott, Black Rain,. L'introduction du jeu est réalisée en images de synthèse.

### Généralités
Le gameplay reprend les bases du premier Onimusha, le jeu présente à l'écran une barre de vie, une barre pour le pouvoir magique, un compteur d'âmes et le nombre d'âmes stockées. Les commandes lors des combats se composent d'une touche (Carré) pour les attaques de base, d'une touche pour les attaques spéciales (Triangle) et d'une touche défensive (L1) pour les blocages. Onimusha 2 propose également un système de contre-attaque baptisé « Hissatsu » décliné sous deux formes, la forme « Issen » s’exécute avec un timing précis, où le joueur doit presser une touche avant une attaque ennemie. L'autre forme est le « Hajiki Issen », elle s'exécute avec une attaque de base après avoir bloqué un coup ennemi. Une autre touche (Rond) consiste à absorber les âmes que les ennemis laissent une fois vaincus, elles se différencient par des couleurs, les âmes rouges permettent d'améliorer les armes et armures, les âmes bleues augmentent le pouvoir magique du personnage, les âmes jaunes augmentent les points de vie et les âmes violettes transforment le personnage en « Onimusha », une fois cinq âmes violettes récoltées. La transformation Onimusha est une nouveauté du jeu, elle ne dure que quelques instants.
Le personnage obtient de l'or au fil de l'aventure, qui lui servira pour acheter des objets qui peuvent être échangés avec divers protagonistes. Le joueur peut potentiellement récupérer un objet plus intéressant selon le PNJ et l'objet donné,. Une fois Onimusha 2 terminé, le jeu débloque un menu affichant la progression du joueur, qui permet de découvrir tous les endroits qui n'ont pas encore été visités.

### Armes
Jubei dispose au départ d'un katana n'ayant aucun pouvoir magique. Il trouvera par la suite un sabre (magie de foudre) qui se révèle être l'arme la plus équilibrée, une lance (magie de glace) moins efficace contre les groupes d'ennemis mais disposant d'une plus grande portée, une pertuisane (magie du vent) rapide mais peu puissante et enfin un marteau (magie de terre) lent mais dévastateur. Une cinquième arme est cachée dans le jeu, il s'agit d'une épée (magie de feu), plus lente mais plus puissante que le sabre. Jubei utilise aussi un arc ou un mousquet comme arme secondaire.
Ekei se bat à l'aide de lances, Oichi combine une épée et un bouclier, Kotaro se bat à l'aide de couteaux jumelés et Magoichi utilise des fusils (dont un lance-flammes) et un couteau pour le combat rapproché.

## Trame

### Synopsis
Onimusha 2: Samurai's Destiny est la suite de Onimusha: Warlord et il se situe 10 ans plus tard.

### Personnages
- Jubei Yagyū (柳生十兵 Jubei Yagyū), inspiré de l'acteur japonais Yūsaku Matsuda
- Oichi (お市 Oichi)
- Ankokuji Ekei (安國寺惠瓊 Ankokuji Ekei)
- Fūma Kotarō (風魔小太郎 Fūma Kotarō) : ninja du clan Fuma
- Magoichi Saiga (雑賀 孫市 Magoichi Saiga) : chef des "Saiga Shu"
- Oda Nobunaga (織田 信長, Oda Nobunaga)
- Tokichiro Kinoshita

## Accueil
- Jeux vidéo Magazine : 16/20[8]